# Johann Schmidt (Jurist)
Johann Schmidt (* 28. Dezember 1922 in Trossingen; † 14. Juni 2010) war ein deutscher Jurist.

## Werdegang
Schmidt kam als Sohn des Kaufmanns Johann Schmidt und der Maria Schmidt, geborene Bärwigg, zur Welt. Nach Studium, Großer juristischer Staatsprüfung und Promotion begann seine berufliche Laufbahn 1951 im Bayerischen Finanzministerium, bevor er als Oberstaatsanwalt beim Bayerischen Verwaltungsgerichtshof tätig wurde. 1961 wurde er zum Richter am Bundesverwaltungsgericht gewählt. 1968 setzte er seine Karriere in München als Vizepräsident des Bayerischen Verwaltungsgerichtshofes vor, an dessen Spitze er von 1974 bis 1987 stand. Während seiner Amtszeit als oberster bayerischer Verwaltungsrichter war er stellvertretender Präsident des Bayerischen Verfassungsgerichtshofs und Mitglied des Verwaltungsrats des Bayerischen Rundfunks. Nach seiner Pensionierung wirkte er als Vorsitzender der Diäten-Kommission des Bayerischen Landtags.
Schmidt trat als Autor vieler juristischer Veröffentlichungen hervor. Er war zweimal verheiratet und hatte drei Söhne aus erster Ehe.

## Ehrungen
- 1982: Verdienstkreuz 1. Klasse der Bundesrepublik Deutschland
- 1987: Großes Verdienstkreuz der Bundesrepublik Deutschland
- Bayerischer Verdienstorden
- Bayerische Verfassungsmedaille in Gold